# Kepahiang (Regierungsbezirk)
Kepahiang ist ein indonesischer Regierungsbezirk (Kabupaten) in der Provinz Bengkulu auf der Insel Sumatra. Der Binnenbezirk liegt in der Mitte der langgestreckten Provinz und hat keine Verbindung zum Meer. Er nimmt etwa 3,67 Prozent der Fläche der Provinz ein, was ihm als kleinsten Kabupaten auszeichnet.

## Geografie

### Übersicht

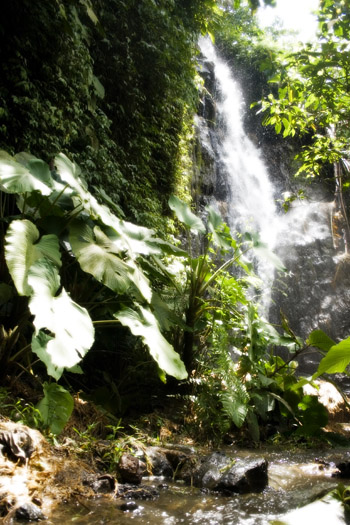
Wasserfall in Kepahiang

Kepahiang hatte zur Gründung 2003 eine Fläche von 66.500 Hektar. 48.393,69 Hektar werden landwirtschaftlich genutzt, weitere 18.106,31 Hektar sind mit Wald bedeckt. Von den Waldflächen gehören 8.515 Hektar gehören zu einem Naturpark, 3,20 Hektar bilden ein Naturschutzgebiet und weitere 9.588,11 Hektar stehen ebenfalls unter Schutz. Die Landschaft ist zumeist bergig. Der höchste Punkt liegt bei 1600 m ü. d. M. und der niedrigste Punkt bei 250 m ü. d. M.

### Lage
Der Kabupaten Kepahiang erstreckt sich zwischen 2° 43′ 07″ und 3° 46′ 48″ n. Br. sowie zwischen 101° 55′ 19″ und 103° 01′ 29″ ö. L. Nördlich grenzt er an den Regierungsbezirk Rejang Lebong, im Südwesten an Bengkulu Tengah und südöstlich an den Bezirk Empat Lawang in der Provinz Sumatra Selatan. Zentrum und Verwaltungssitz ist der Ort Kepahiang in der Mitte des Bezirks. Bis zur Provinzhauptstadt Bengkulu sind es etwa 40 km Luftlinie in südwestlicher Richtung.
Den Bergen in Kepahiang entspringen mehrere Flüsse, die für die Landwirtschaft von Bedeutung sind und auch für den Tourismus in Zukunft genutzt werden sollen. Zehn Wasserfälle schätzt man bisher als touristisch interessant ein. Wie die bergige Landschaft sind auch die Flüsse Kepahiangs in seinem Wappen abgebildet. Der Wasserfall von Curug Embun hat eine Höhe von über 100 m. Der Wasserfall liegt in einer exotischen Umgebung angrenzend an den Wald und die Kaffeefelder der lokalen Bauern und ist verkehrstechnisch gut zu erreichen. Die Entfernung vom Stadtzentrum beträgt etwa sechs Kilometer. Für die lokale Bevölkerung ist der Ort auch aufgrund seines angenehmen Klimas ein beliebtes Ausflugsziel. Neben dem Wasserfall in Curug Embun gibt es weitere, wie beispielsweise den Wasserfall Curug Burung Gendang in der Ortschaft Merindu.

### Wetter und Klima
Das Klima ist tropisch. Die durchschnittliche Temperatur betrug im Jahr 2020 24,3 °C. Am wärmsten war der April mit 30,2 °C, am kältesten der August mit 20,2 °C. Der Mittelwert der Luftfeuchtigkeit lag bei 87 Prozent. Regentage wurden 2020 in der Stasiun Geofisika Kepahiang 275 gezählt, die meisten im Januar (29), die wenigsten im September (3). Die jährliche Regenmenge betrug 3.426 mm, der meiste Niederschlag fiel im November (455,4 mm an 26 Tagen), der geringste im August (58,3 mm an 17 Tagen). Die durchschnittliche Sonnenscheindauer betrug täglich 3,1 % (?).

### Flora und Fauna

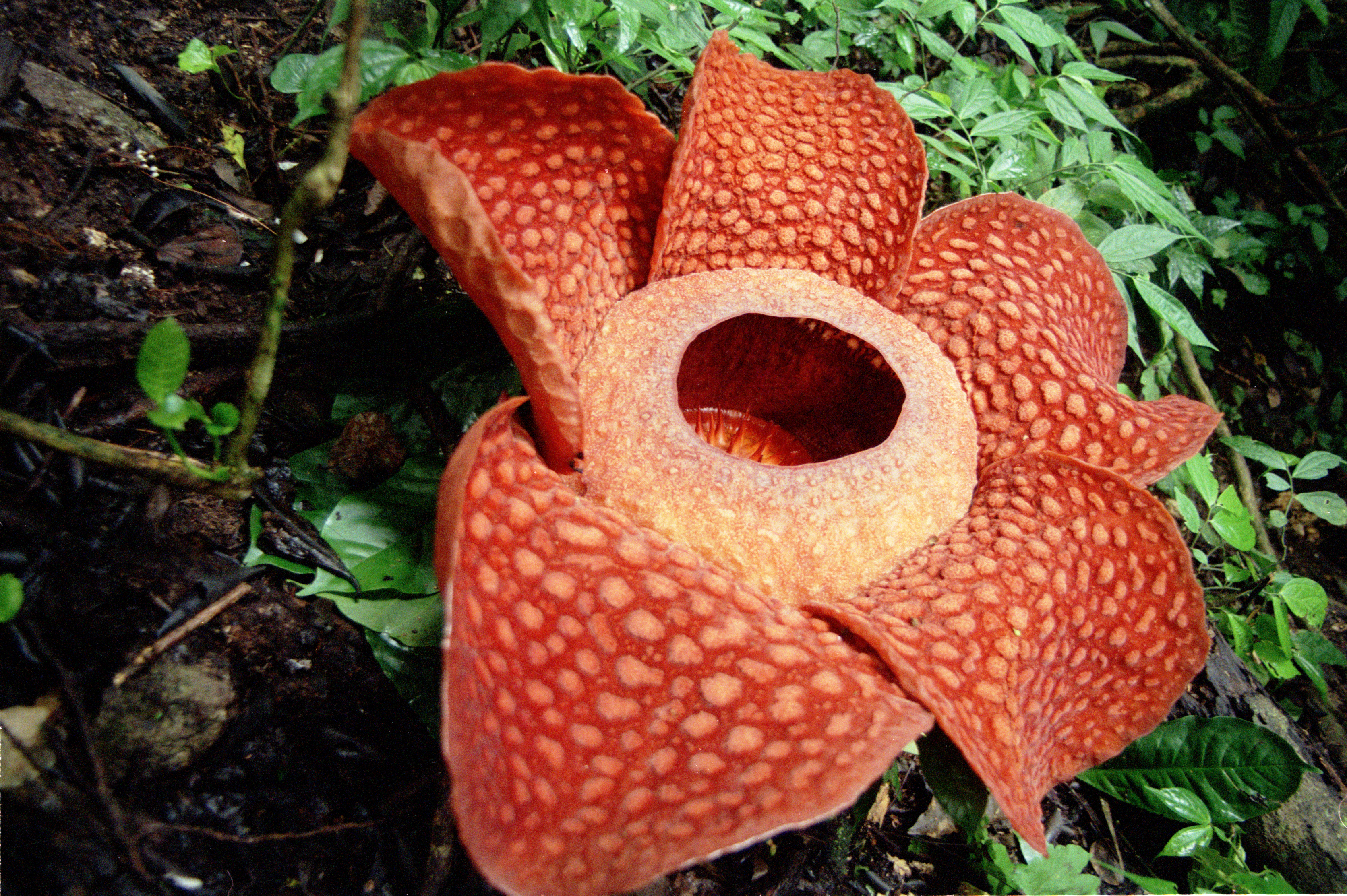
Riesenrafflesie

In der Provinz Bengkulu findet man auch die Riesenrafflesie (Rafflesia arnoldi), einer Schmarotzerpflanze, deren Blüten einen Durchmesser von bis zu einem Meter haben und bis zu 11 Kilogramm wiegen können. Diese wurde dort von Joseph Arnold und Sir Thomas Stamford Raffles im Jahr 1818 entdeckt. Letzterer war zu dieser Zeit Gouverneur der Provinz Bengkulu. In Kepahiang kommen die Riesenrafflesie am häufigsten vor. Neben der Riesenrafflesie findet man in Kepahiang auch die Bangkai Blume, die zur Gattung der Titanenwurze (Amorphophallus) zählt. Die bekanntesten Vertreter dieser Gattung sind die Bangkai Raksasa, Suweg Raksasa und die Titan Arum (Amorphophallus gigas, Sumatra Giant Amorphophallus). Die Blume 'Amorphophallus Titanum' ist mit bis zu sechs Metern Höhe die höchste Blume der Welt, gefolgt vom Amorphophallus gigas an zweiter Stelle.

### Verwaltungsgliederung
Der Kabupaten Kepahiang ist seit 2005 in acht Distrikte (Kecmatan) mit insgesamt 117 Dörfern unterteilt, von diesen besitzen 12 als Kelurahan städtischen Charakter.
| Code 1   | Kecamatan Distrikt | Ibu Kota Verwaltungssitz | Fläche (km²) | Einw. in Tsd. Zensus 2010 2 | Volkszählung 2020 | Volkszählung 2020 | Volkszählung 2020 | Anzahl der Desa |
| Code 1   | Kecamatan Distrikt | Ibu Kota Verwaltungssitz | Fläche (km²) | Einw. in Tsd. Zensus 2010 2 | Einw. 3           | 0Dichte 40        | Sex Ratio 5       | Anzahl der Desa |
| -------- | ------------------ | ------------------------ | ------------ | --------------------------- | ----------------- | ----------------- | ----------------- | --------------- |
| 17.08.01 | Bermani Ilir00     | Keban Agung              | 93,51        | 13.612                      | 14,8              | 90                | 109,35            | 1 / 18          |
| 17.08.02 | Ujan Mas           | Ujan Mas Atas            | 106,51       | 19.261                      | 22,8              | 245               | 106,21            | 1 / 16          |
| 17.08.03 | Tebat Karai        | Taba Saling              | 66,33        | 12.493                      | 14,8              | 192               | 106,80            | 1 / 13          |
| 17.08.04 | Kepahiang          | Pasar Ujung              | 63,68        | 40.360                      | 50,7              | 705               | 104,98            | 7 / 16          |
| 17.08.05 | Merigi             | Durian Depun             | 13,03        | 9.748                       | 11,9              | 494               | 104,83            | 1 / 7           |
| 17.08.06 | Kabawetan          | Tangsi Baru              | 95,40        | 10.601                      | 12,9              | 204               | 107,53            | 1 / 14          |
| 17.08.07 | Seberang Musi      | Lubuk Sahung             | 107,83       | 6.412                       | 7,8               | 102               | 113,95            | – / 13          |
| 17.08.08 | Muara Kemumu       | Batu Kalung              | 163,82       | 12.378                      | 14,0              | 147               | 106,74            | – / 8           |
| 17.08    | Kab. Kepahiang     | Kab. Kepahiang           | 710,11       | 124.865                     | 149,737           | 225               | 106,60            | 12 / 105        |

## Demografie
Bevölkerungsmäßig liegt der Kabupaten Kepahiang auf dem 7. Rang der 10 Verwaltungseinheiten 2. Ordnung (Kab. und die Hauptstadt als Kota), das sind 7,37 Prozent der Provinzbevölkerung (Stand: Ende 2023). Die Bevölkerungsdichte ist nach der Provinzhauptstadt die höchste und beträgt 209,2 Einw. je km², also das Doppelte des Provinzdurchschnitts (104,2). Die über 150.000 Einwohner gehören verschiedenen ethnischen Gruppen wie den Rejang Kepahiang, den Serawai, Javanern, Lembak und Sundanesen an.
Zwischen den beiden letzten Volkszählungen 2010 und 2020 sank der Frauenanteil von 48,75 Prozent (60.869 Frauen, 63.996 Männer) auf 48,41 Prozent (72.482 Frauen, 77.255 Männer). Dieser Abwärtstrend setzte sich auch für das Jahr 2023 fort (48,37 %).

Die ethnisch heterogene Bevölkerung Kepahiangs war 2020 mit 99,61 % mehrheitlich muslimischen Glaubens. Die zweitstärkste Religion ist das Christentum, ihm gehörten lediglich 2,5 ‰ der Bevölkerung an (324 Protestanten, 106 Katholiken). Die meisten von ihnen lebten in der Hauptstadt (290), Christen lebten nur in vier Distrikten. An Gebäuden gab es 219 Moscheen und 61 kleinere Gebetsräume (Mushola), Die Christen hatten je zwei Kirchen für beide Konfessionen, die 188 Hindus verfügten über einen Tempel. Die Religionsgemeinschaften koexistieren friedlich.

### Soziale Daten 2020
| Merkmal                                                            | Kepahiang | 0Prov. Bengkulu0 |
| ------------------------------------------------------------------ | --------- | ---------------- |
| Bevölkerung unterhalb der Armutsgrenze (Tsd.)0                     | 020,27    | 302,58           |
| Anteil der „armen Bevölkerung“ (indonesisch Penduduk miskin) (%)00 | 014,69    | 15,03            |
| Arbeitslosenquote (%)                                              | 002,52    | 04,07            |
| Lebenserwartung bei der Geburt (Jahre)                             | 067,95    | 69,35            |
| HDI-Index                                                          | 068,17    | 71,40            |
| Analphabetenquote (in %, 15+ J.)                                   | 001,99    | 01,99            |
| Anteil der Altersgruppen                                           | 0Real0    | 0Prozentual0     |
| Kinder (<15 J.)                                                    | 035.859   | 23,95            |
| arbeitsfähige Bevölkerung (15–64 J.)                               | 106.383   | 71,05            |
| Rentner und Pensionäre (>65 J.)                                    | 007.495   | 05,01            |

## Geschichte

### Kolonialzeit
Unter niederländischer Kolonialherrschaft war Kepahiang die Hauptstadt des Regierungsbezirks Rejang Lebong, dem heutigen Nachbarbezirk von Kepahiang. Dies blieb auch unter der 3,5 Jahre währenden Kolonisierung durch Japan und nach der Unabhängigkeitserklärung Indonesiens am 17. August 1945 bis 1948 der Fall. Kepahiang wurde zum regionalen Zentrum der zivilen Verwaltung, aller dem Widerstand zugehörigen Organisationen und des Heeres. Während einer Militäroperation der niederländischen Kolonialregierung wurden daher sämtliche Stellen von organisatorischer Bedeutung in Kepahiang, einschließlich des Rathauses, der Verwaltungsgebäude, der Postämter, Telekommunikationszentren und Polizeistellen völlig zerstört.
1949 war die Lokalregierung Kepahiang genötigt, sich während der militärischen Auseinandersetzungen mit Niederländern in den Wäldern zu stationieren. Die Lokalregierung war zu dieser Zeit nicht in der Lage, nach Kepahiang zurückzukehren, da die entsprechende Infrastruktur ausnahmslos zerstört worden war. Die Verwaltung wurde dann in die Stadt Curup verlegt, die über eine bessere Infrastruktur verfügte und Verwaltungsgebäude bieten konnte. 1956 wurde Curup schließlich zur offiziellen Hauptstadt des Regierungsbezirks Rejang Lebong ernannt. Kepahiang hatte seine langjährige Funktion als Hauptstadt eingebüßt.

### Reformation ab 1998 bis heute
Im Zuge der im Jahr 1998 begonnenen Reformation schien der lang gehegte Wunsch Kepahiang wieder zu einem unabhängigen Regierungsbezirk werden zu lassen, in Reichweite zu rücken. Im Jahr 1999 wurde offiziell vorgeschlagen, Kepahiang in einen von Reang Lebong unabhängigen eigenen Regierungsbezirk umzuwandeln. Dafür setzte sich die Bevölkerung Kepahiangs ein und es wurde die Organisation Panitia Kepersiapan Kabupaten Kepahiang (PPKK) gegründet, die dieses Vorhaben vorantrieb. Im Jahr 2002 übergab die PPKK ihren ausgearbeiteten Vorschlag den involvierten Stellen der Lokalregierungen und der Zentralregierung in Jakarta. Der Vorschlag wurde angenommen und trat am 7. Januar 2004 schließlich in Kraft, nachdem der Innenminister (General Hari Sabarno) die Bildung des neuen Regierungsbezirks Kepahiang ratifiziert hatte. Im Gesetzestext ist zu lesen, dass die vier Kecamatan Ujan Mas, Kepahiang, Tebat Karai und Bermani Ilir mit insgesamt 665 km² Fläche und einer Einwohnerzahl von 109.674 vom Bezirk Rejang Lebong abgetrennt werden. Durch Teilung dieser vier Kecamatan entstanden im Jahr 2005 vier weitere Kecamatan:
- Seberang Musi (aus Teilen von Bermani Ilir und Tebat Karai)
- Muara Kemumu (aus Teilen von Bermani Ilir)
- Merigi (aus Teilen von Ujan Mas)
- Kebawetan (aus Teilen von Tebat Karai und Kepahiang)

Seit 2004 wurde Kepahiang von vier Lokalregierungen mit drei verschiedenen Regierungspräsidenten verwaltet.
Kepahiang hat sich seit Bestehen als eine sich sozial und wirtschaftlich progressiv entwickelnde Region hervorgetan, wobei die Verwaltung hierfür mehrfach von der Zentralregierung in Jakarta ausgezeichnet wurde und forstwirtschaftliche Entwicklungsprogramme der Lokalregierung (Periode 4) auf nationaler Ebene teils übernommen wurden.

### Aktuelle Daten der Bevölkerungsfortschreibung
Nachfolgende Tabelle gibt den Einwohnerstand nach Geschlecht vom Jahresende 2022 und 2023 wieder. Er resultiert aus den Ergebnissen der Fortschreibung durch die örtlichen Zivilregistrierungsbüros (Disdukcapil, indonesisch Dinas Kependudukan dan Pencatatan Sipil) und kann in einer interaktiven Karte abgerufen werden
| Kecamatan       | 31.12.2022 | 31.12.2022 | 31.12.2022 | Fläche km² | 31.12.2023 | 31.12.2023 | 31.12.2023 | 31.12.2023         | 31.12.2023          |
| Kecamatan       | 0Insg.     | männl.     | weibl.     | Fläche km² | 0Insg.     | männl.     | weibl.     | Dichte [Einw./km²] | Sex Ratio [M*100/F] |
| --------------- | ---------- | ---------- | ---------- | ---------- | ---------- | ---------- | ---------- | ------------------ | ------------------- |
| Bermani Ilir    | 15.565     | 8.101      | 7.464      | 93,95      | 15.439     | 8.049      | 7.390      | 164,3              | 108,92              |
| Ujan Mas        | 24.423     | 12.579     | 11.844     | 101,69     | 24.772     | 12.774     | 11.998     | 243,6              | 106,47              |
| Tebat Karai     | 15.241     | 7.878      | 7.363      | 63,77      | 15.409     | 7.983      | 7.426      | 241,6              | 107,50              |
| Kepahiang       | 52.169     | 26.726     | 25.443     | 63,93      | 52.597     | 26.964     | 25.633     | 822,7              | 105,19              |
| Merigi          | 11.765     | 6.041      | 5.724      | 12,69      | 11.886     | 6.097      | 5.789      | 936,6              | 105,32              |
| Kebawetan       | 13.679     | 7.073      | 6.606      | 96,96      | 13.855     | 7.169      | 6.686      | 142,9              | 107,22              |
| Seberang Musi00 | 8.080      | 4.272      | 3.808      | 111,17     | 8.122      | 4.293      | 3.829      | 73,1               | 112,12              |
| Muara Kemumu    | 12.626     | 6.543      | 6.083      | 164,38     | 12.536     | 6.495      | 6.041      | 76,3               | 107,52              |
| Kab. Kepahiang  | 153.548    | 79.213     | 74.335     | 708,54 1   | 154.616    | 79.824     | 74.792     | 218,2              | 106,73              |

## Verzeichnis der 12 Kelurahan
Die nachfolgende Liste gibt den Einwohnerstand zum Jahresende 2022 (Semester II/2022) und genau ein Jahr später für die Kelurahan im Bezirk Kepahiang wieder. Innerhalb eines Jahres stieg deren Einwohnerzahl um 115.
Wie bei vorstehender Tabelle entstammen alle Daten der Fortschreibung von den örtlichen Zivilregistrierungsbüros (Disdukcapil).
| Struktur- code | Kecamatan    | Kelurahan           | Bevölkerung am Jahresende 2022 | Bevölkerung am Jahresende 2022 | Bevölkerung am Jahresende 2022 | Bevölkerung am Jahresende 2022 | Bevölkerung am Jahresende 2023 | Bevölkerung am Jahresende 2023 | Bevölkerung am Jahresende 2023 | Bevölkerung am Jahresende 2023 | Bevölkerung am Jahresende 2023 |
| Struktur- code | Kecamatan    | Kelurahan           | Fläche (km²)                   | Gesamt                         | männlich                       | weiblich                       | Gesamt                         | männlich                       | weiblich                       | Dichte                         | Sex Ratio                      |
| -------------- | ------------ | ------------------- | ------------------------------ | ------------------------------ | ------------------------------ | ------------------------------ | ------------------------------ | ------------------------------ | ------------------------------ | ------------------------------ | ------------------------------ |
| 17.08.01.1007  | Bermani Ilir | Keban Agung         | 12,04                          | 1.667                          | 858                            | 809                            | 1.674                          | 869                            | 805                            | 139,0                          | 107,95                         |
| 17.08.02.1002  | Ujan Mas     | Ujan Mas Atas       | 10,19                          | 4.034                          | 2.105                          | 1.929                          | 4.073                          | 2.127                          | 1.946                          | 399,7                          | 109,30                         |
| 17.08.03.1008  | Tebat Karai  | Tebat Karai         | 3,82                           | 1.461                          | 742                            | 719                            | 1.452                          | 739                            | 713                            | 380,1                          | 103,65                         |
| 17.08.04.1003  | Kepahiang    | Pensiunan           | 0,64                           | 3.681                          | 1.894                          | 1.787                          | 3.602                          | 1.862                          | 1.740                          | 5.628,1                        | 107,01                         |
| 17.08.04.1004  | Kepahiang    | Pasar Kepahiangan   | 0,84                           | 3.165                          | 1.619                          | 1.546                          | 3.119                          | 1.607                          | 1.512                          | 3.713,1                        | 106,28                         |
| 17.08.04.1005  | Kepahiang    | Pasar Ujung         | 3,48                           | 5.673                          | 2.900                          | 2.773                          | 5.209                          | 2.658                          | 2.551                          | 1.496,8                        | 104,19                         |
| 17.08.04.1011  | Kepahiang    | Dusun Kepahiang     | 3,70                           | 4.039                          | 2.104                          | 1.935                          | 4.075                          | 2.135                          | 1.940                          | 1.101,4                        | 110,05                         |
| 17.08.04.1025  | Kepahiang    | Kampung Pensiunan00 | 2,15                           | 2.072                          | 1.057                          | 1.015                          | 2.146                          | 1.094                          | 1.052                          | 998,1                          | 103,99                         |
| 17.08.04.1026  | Kepahiang    | Pasar Sejantung     | 1,56                           | 2.021                          | 1.033                          | 988                            | 2.078                          | 1.049                          | 1.029                          | 1.332,1                        | 101,94                         |
| 17.08.04.1027  | Kepahiang    | Padang Lekat        | 1,73                           | 5.987                          | 3.090                          | 2.897                          | 6.480                          | 3.335                          | 3.145                          | 3.745,7                        | 106,04                         |
| 17.08.05.1002  | Merigi       | Durian Depun        | 2,02                           | 3.750                          | 1.913                          | 1.837                          | 3.754                          | 1.914                          | 1.840                          | 1.858,4                        | 104,02                         |
| 17.08.06.1005  | Kebawetan    | Tangsi Baru         | 2,43                           | 1.913                          | 976                            | 937                            | 1.916                          | 981                            | 935                            | 788,5                          | 104,92                         |

## Politik
| Namen des Regenten | Namen des Regenten      | Beginn der Amtszeit | Ende der Amtszeit |
| ------------------ | ----------------------- | ------------------- | ----------------- |
|                    | 00Hidayatullah Sjahid00 | 4. Januar 2004      | 1. April 2005     |
|                    | Husni Hasnuddin         | 30. April 2005      | 6. August 2005    |
|                    | Bando Amin              | 7. August 2005      | 7. August 2010    |
| 30. August 2010    | Bando Amin              | 30. August 2015     |                   |
|                    | Cik Asan Denn           | 15. Oktober 2015    | 17. Februar 2016  |
|                    | Hidayatullah Sjahid     | 17. Februar 2016    | 17. Februar 2021  |
| 26. Februar 2021   | Hidayatullah Sjahid     | 2024                |                   |

### Das Wappen
Das Wappen des Regierungsbezirks gibt die territoriale Einheit Kepahiangs sowie die nationale Einheit bzw. Pancasila Doktrin mittels eines fünfeckigen Rahmens wieder. Darüber hinaus finden natürliche wie traditionelle Merkmale der Region symbolische Darstellung.
Die im oberen Teil des Wappens dargestellten Berge spiegeln die natürliche Beschaffenheit von Kepahiang wider. Darunter befindet sich eine Darstellung von Wellen bzw. Gewässern. Dies soll darauf verweisen, dass Kepahiang eine wasserreiche Region ist. Ein zwischen den Wellen befindlicher Punkt symbolisiert den Monat Januar, in dem Kepahiang zum unabhängigen Landkreis wurde.
In der Mitte sieht man eine Schale. Damit ist eine Betelnussschale gemeint, die ein wichtiges Element der lokalen Tradition ist. Oberhalb der Schale ist die geschwungene Klinge eines traditionellen Dolches, eines sogenannten Kris dargestellt. Diese symbolisiert Mut und Tradition, aber auch den Willen zur steten Entwicklung.
Die Schale und der Kris werden von zwei weiteren Elementen des Wappens zur Linken und zur Rechten eingerahmt. Die Zweige laufen unten zusammen und sind siebenfach zusammengebunden, was die Einheit der Region zum Ausdruck bringen soll. Die Zweige sind verschiedener Art und stellen die Reis- und die Kaffeepflanze dar, welche der Bevölkerung in Kepahiang eine gute Lebensgrundlage sichern.
Im unteren Teil des Wappens befindet sich ein Schriftzug der das Wort SEHASEN darstellt. Das Wort ist ein lokales Akronym für folgende Worte:
- Selaras (Konsistenz)
- Elok (Schönheit)
- Harmonis (Harmonie)
- Aman (Sicherheit)
- Sentosa (Friedfertigkeit)

## Wirtschaft
Kepahiang ist reich an natürlichen Ressourcen einschließlich Gold, Edelsteinen, Kohle und geothermischer Ressourcen sowie einer Reihe von agrar-, forst- und aquawirtschaftlichen Produkten. Dazu zählen unter anderem Reis, Palmöl, Kaffee, Tee, Kakao, Mais, Holz, Kautschuk, Kokosnuss, Pfeffer sowie diverse Fruchtsorten und Produkte aus der lokalen Fischzucht.
Die Lokalregierung Kepahiang betreibt eine Reihe von Entwicklungsprojekten in den Sektoren Agrarwirtschaft, Energie und Bildung, die von der Regierung Indonesiens auf nationaler Ebene übernommen wurden.
Die lokale Wirtschaft basiert, neben den vorhandenen Bodenschätzen, auf der Agrar- und Plantagenwirtschaft, Gartenbau sowie Vieh- und Fischzucht. Die Region verfügt über eine Reihe von natürlichen Ressourcen, die bislang nicht oder noch unzureichend genutzt werden. Obwohl in Kepahiang keine Öl- oder Gasvorkommen ausgemacht wurden, wie in vielen anderen Provinzen Indonesiens, versprechen vorhandene Ressourcen als solide Basis für die wirtschaftlichen Entwicklung der Region fungieren zu können. Die aktuelle Herausforderung für Bauernkooperativen und die Lokalregierung besteht darin, gemeinsam ein Gleichgewicht zwischen korporativem Anbau größerer nationaler Unternehmen und kleineren lokalen Produzenten zu schaffen, sodass Aspekte wie Markteinbindung, Internationalisierung, aber auch lokale Einkommensentwicklung und Diversifizierung in Einklang gebracht werden. Vor allem die Abhängigkeit der Bauern vom Kaffeeanbau allein soll durch eine diversifizierte Anbaustrategie gemindert und lokale Einkommen generiert werden. Zu diesem Zweck werden lokal entsprechende Programme wie beispielsweise das IKUTT und das Seluna-Programm verfolgt, Das IKUTT-Programm forciert und strukturiert die Fisch und Viehzucht, den Gartenbau und die Kultivierung von Lebensmittelpflanzen. Das Seluna-Programm hingegen fördert die Produktion von Sengon, Luwak-Kaffee und Drachenfrüchten.

### Infrastruktur

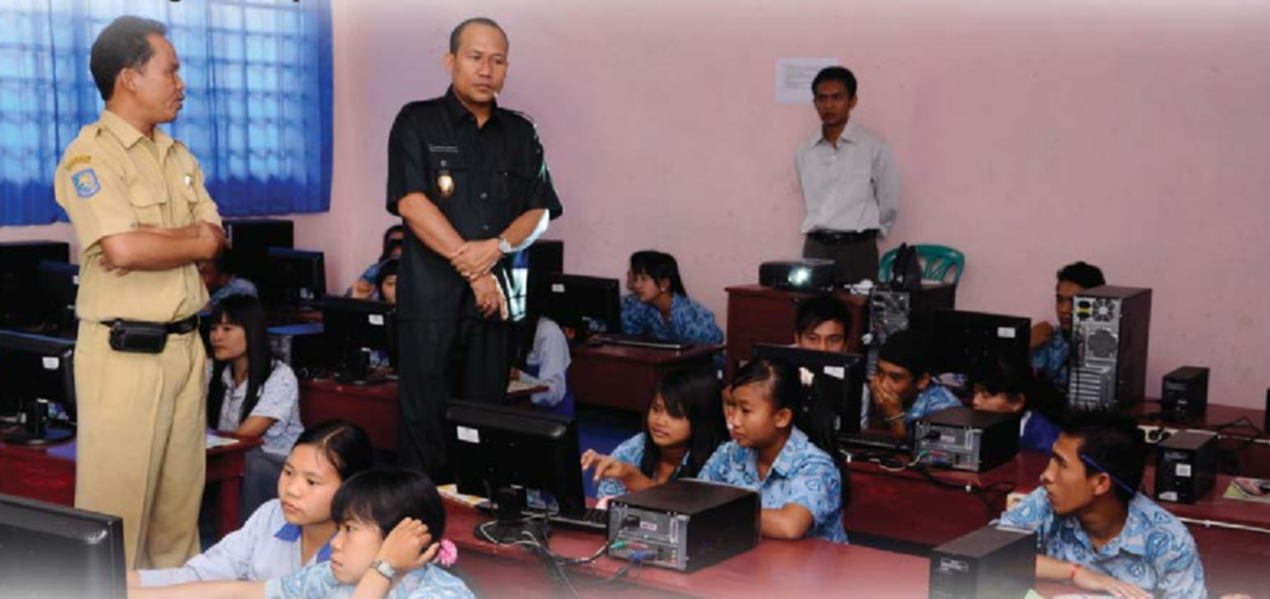
Der stellvertretende Regierungspräsident (Mitte) bei einem Schulbesuch

In Kepahiang gibt es ein vollstufiges Schulsystem mit 164 schulischen Einrichtungen, welches Schüler bis hin zur Universitätsreife ausbildet. Die nächstgelegene Universität ist in Bengkulu. Kepahiang benötigt spezifische Experten, um die lokalen Potentiale nutzbar machen zu können. Es stehen daher beispielsweise Stipendien für Schüler zur Verfügung, die Fächer mit direktem Bezug zur Geothermie in Deutschland studieren möchten.
Kepahiang verfügt darüber hinaus über hohes touristisches Potential, insbesondere im Bereich des Öko- und Outdoor-Tourismus. Dies ist aber bislang noch weitgehend ungenutzt und soll, wie alle anderen wirtschaftlichen Sektoren, in den nächsten Jahren nachhaltig ausgebaut werden.
In Kepahiang gibt es drei Hotels mit einer Gesamtanzahl von 55 Zimmern und 77 Betten.
Die Hauptstraßen in Kepahiang haben eine Gesamtlänge von 31,90 km und sind im provinzialen Vergleich von guter Qualität. Darüber hinaus gibt es 54,15 km asphaltierte Landstraßen.
Der nächstgelegene Flughafen liegt in der Stadt Bengkulu und ist binnen ca. zwei Stunden zu erreichen.
Bislang war stationäre gesundheitliche Behandlung nicht in Kepahiang selbst, sondern in Bengkulu erhältlich. Dies hat sich im Jahr 2012 aber geändert, da ein lokales Krankenhaus für die Öffentlichkeit fertiggestellt, aber noch nicht vollumfänglich in Betrieb genommen wurde. Bislang stehen in Kepahiangs öffentlichem Krankenhaus 74 Betten zur Verfügung. Die Einrichtung entspricht vorerst den nationalen Standards, ist aber moderner als die bisher genutzten Einrichtungen in Bengkulu. Die Implementierung internationaler Standards wird angestrebt.

### Landwirtschaft
Mehrere landwirtschaftliche Produkte wie Kaffee, Tee, Mais, Drachenfrüchte, Maniok, Pfeffer, Palmöl, Kokosnuss, Pekannuss, Taro, Nelken werden in Kepahiang angebaut. Forstwirtschaftliches Produkt der Region ist vor allem Sengon-Holz.

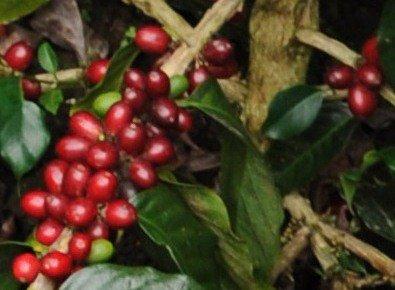
Kaffee aus Kepahiang

2009 wurde auf 24.017 Hektar Kaffee angebaut, wobei ca. 16.060 Tonnen geerntet wurden. Die Anbaufläche erhöhte sich 2011 auf 24.928 Hektar. Sowohl Arabica- wie auch Robusta-Kaffee werden kultiviert. Neben dem großflächigen Anbau von Kaffee wird lokal verstärkt auch Luwak Kaffee produziert, da dies für die Bauern eine wirtschaftliche Nebeneinkunft darstellen kann, welche die Abhängigkeit von der einmal jährlichen Kaffeeernte vermindert, die sowohl durch natürliche Umstände wie durch die am Weltmarkt bestehende Preisfluktuation unterschiedlich ausfallen kann. Der Luwak-Kaffee aus der Region gilt als besonders gut und gehört zu den weltweit teuersten Kaffeesorten. Die Lokalregierung fördert die Produktion von Luwak Kaffee im Rahmen des Seluna-Programmes vor allem in Form von Bildungsprogrammen für interessierte Bauern.
Die Teeplantagen befinden sich etwa neun Kilometer von der Stadt Kepahiang entfernt in Kebawetan. Auf einem Areal von 275 Hektar wird Oolongtee angebaut, der exklusiv nach Taiwan exportiert wird und für den, aufgrund der Qualität, eine hohe Nachfrage besteht. Der Tee wird in halbfermentiertem Zustand exportiert. Auf einem weiteren Areal von 650 Hektar wird schwarzer Tee angebaut, der in Indonesien als Kabawetan Tee bekannt ist. Der Tee wird vollständig fermentiert und vornehmlich am indonesischen Markt gekauft.
Die Anbaufläche von Mais beträgt 1019 Hektar; Ertrag 3.017 Tonnen; Stand 2007
Maniok wird auf 285 Hektar angebaut. Ertrag 3.328 Tonnen; Stand 2007.
In Japan ist Taro (Talas Satoimo) eines der Grundnahrungsmittel, das zum Großteil aus China importiert wird. Da der Bedarf durch die Taroimporte allerdings abgedeckt wird, hat man in Kepahiang begonnen auch Taro zu Exportzwecken anzubauen. Taro wird als Nebenprodukt kultiviert, da die Pflanze geeignet ist neben Primärpflanzen wie Sengon auf Plantagen angebaut zu werden. Ein Gesamtbedarf aus Japan, der nicht durch chinesische Importe gedeckt wird, liegt bei 45.000 Tonnen im Jahr und stellt damit ein signifikantes wirtschaftliches Potential für Kepahiang dar. Taro wird nach dem sogenannten B.A.C.K.-Model, das aus Kepahiang stammt, angebaut. Dieses Anbausystem schreibt vor, Sengon und Taro gemeinsam anzubauen. Der bereits nach 5 Monaten zu erntende Taro stellt für die Bauern eine Einkunftsquelle zwischen den Sengon-Ernten dar.

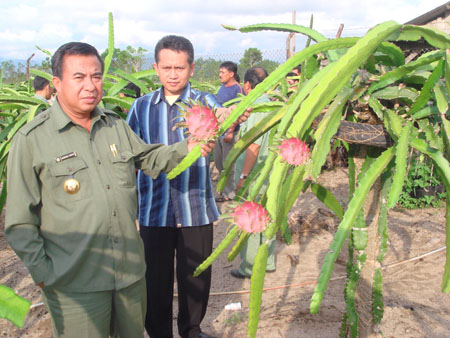
Der Regierungspräsident auf Drachenfruchtplantage

Auf einem Areal von derzeit 18 Hektar werden Drachenfrüchte kultiviert. Diese sollen zum einen direkt verkauft werden und zum zweiten zur lokalen Herstellung von Derivatprodukten aus dem Bereich der Kosmetik und Homöopathika genutzt werden. Das Projekt wird im Rahmen des Seluna-Programms finanziell von der Lokalregierung sowie der Zentralregierung in Jakarta gestützt und soll sich zu einer weiteren wirtschaftlichen Option für die Lokalbevölkerung entwickeln. Ein japanischer Experte begleitet das Projekt und stellt notwendige Expertise zur Verfügung.
Der Anbau von Sengonholz ist ein Mittel zur Einkommensdiversifikation in Kepahiang. Während Palmöl und Kautschukplantagen eine verhältnismäßig lange Zeit benötigen, bevor Einkünfte generiert werden, stellt das schnell wachsende Sengonholz eine gangbare Alternative für Bauern wie Investoren dar, die kurz- bis mittelfristig Gewinne erwirtschaften wollen oder darauf angewiesen sind. Der Anbau von Sengon ist zudem mit weniger hohen Investitionsvolumen verbunden als Palmöl und Kautschukplantagen, sodass auch lokale Investoren in der Lage sind zu partizipieren.
Der Anbau von Sengon wird im Rahmen des Seluna-Programms gefördert. Die Strategie der Lokalregierung in Kepahiang verbesserte Einkommensverhältnisse durch den Anbau von Sengonholz zu schaffen ist von der Zentralregierung in Jakarta übernommen worden und wird in Form eines landesweiten Programms umgesetzt.
Sengon wird in zwei verschiedenen Weisen angebaut. 1. Als Nebenprodukt beispielsweise auf Kaffeeplantagen, wobei die Sengonbäume gleichzeitig eine Schutzfunktion für die Kaffeepflanzen haben. Diese Anbauweise erlaubt eine Dichte von ca. 400 Bäumen pro Hektar. 2. Als Monokultur. Monokultureller Anbau von Sengon in Kepahiang unterteilt sich in drei Unterkategorien. Variante A: 1000 bis 2000 Bäume pro Hektar. Diese Anbauweise erlaubt den Anbau von Sekundärpflanzen wie Talas und ist die für Kepahiang empfohlene Anbaustrategie. Variante B: 4000 Bäume pro Hektar. Diese Variante wird High Density Population (HDP) genannt. Variante C: 10.000 pro Hektar. Diese Variante wird als Very High Density Population (VHDP) bezeichnet.

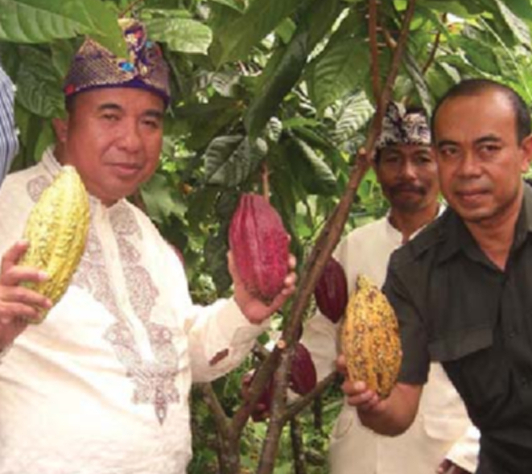
Kakaofeld in Kepahiang

Die Bedingungen zum Anbau von hochqualitativem Kakao sind in Kepahiang gut bis ideal und daher für private, korporative und staatliche Akteure gleichermaßen von großem Interesse. Im Rahmen des IKUTT-Programms werden Bauern zum Anbau von Kakao ermutigt. Das Programm beinhaltete die Kultivierung von Kakao auf einer derzeitigen Gesamtfläche von 8.393 Hektar, involvierte 6.968 Bauern und eine Gesamtanzahl von 4.500.000 Kakaopflanzen. Kakao ist zur Einkommensdiversifikation und zur Minderung der mit Kaffee einhergehenden Abhängigkeit vom Weltmarkt geeignet, da sich der Anbau schon auf verhältnismäßig geringer Fläche wirtschaftlich betreiben lässt und lokal verortetes Einkommen generiert. Kepahiang möchte daher das Kakaoprogramm intensivieren und sich zu einem Zentrum für Kakaoanbau in Indonesien entwickeln. Zu diesem Zweck stehen interessierten Bauern finanzielle Programme zur Verfügung.
Auf kleinbetrieblicher Ebene baute die lokale Bevölkerung auf einer Gesamtfläche von 384 Hektar Kokosnüsse an. Im Jahr 2009 betrug der Ertrag 311 Tonnen. Ggf. bestehende korporative Plantagen sind hierin nicht eingerechnet.
Auf kleinbetrieblicher Ebene baute die lokale Bevölkerung auf einer Gesamtfläche von 40 Hektar Ölpalmen an. Im Jahr 2009 betrug der Ertrag 24 Tonnen, ggf. bestehende korporative Plantagen sind hierin nicht eingerechnet.
Auf kleinbetrieblicher Ebene baute die lokale Bevölkerung auf einer Gesamtfläche von 35 Hektar Kautschuk an. Im Jahr 2009 betrug der Ertrag 24 Tonnen, ggf. bestehende korporative Plantagen sind hierin nicht eingerechnet.
Auf kleinbetrieblicher Ebene baute die lokale Bevölkerung auf einer Gesamtfläche von 2.949 Hektar Pfeffer an. Im Jahr 2009 betrug der Ertrag 1.962 Tonnen, ggf. bestehende korporative Plantagen sind hierin nicht einrechnet.

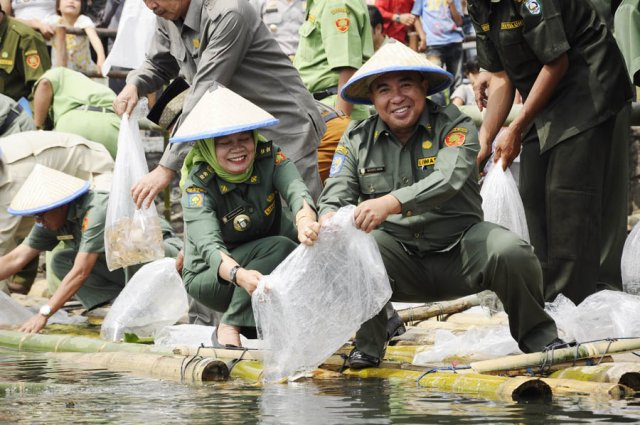
Der Regierungspräsident besucht eine Fischfarm

Das Klima in Kepahiang ist geeignet für die Vieh- und Fischzucht. Gezüchtet werden u. a. Goldfische, Tilapia, Weißkehl-Buntbarsche und Barbe. Die Fischzucht wird bislang noch mehrheitlich von lokalen Kleinunternehmen an Flussläufen und in Zuchtbecken betrieben und hat noch hohes Optimierungspotential. Des Weiteren werden lokal, ebenfalls noch auf klein-betrieblicher Ebene Hühner, Enten, Ziegen, Milchkühe und Schlachtrinder gezüchtet. Die Vieh- und Fischzucht wird im Rahmen des IKUTT-Programms gefördert und soll lokales Einkommen generieren.

### Bodenschätze
Kepahiang verfügt über eine Reihe natürlicher Bodenschätze wie Obsidian, Kohle, Bimsstein, Tuffstein, Ton, Porzellanerde, Gold und Erdwärme.
Obsidianvorkommen wurden an zwei Lokationen (Batu Bandung, Kebon Agung) ausgemacht. Die Reserve in Batu Bandung wird auf 20.000.000 Tonnen beziffert. Die Spezifikationen lauten wie folgt: SiO2 = 64–75 %, Al2O3 = 20,68 %, Fe2O3 = 6,7 %, CaO = 0,75 %, MgO = 0,12 %, TiO2 = 0,4 %.
Kohlevorkommen wurden an drei Stellen Lokationen ausgemacht. Die Qualität variiert je nach Lokation zwischen 4500 und 7825 kcal/kg. Die Gesamtmenge ist noch nicht abschließend beziffert.
Bimssteinvorkommen wurden bislang an zwei Stellen (1. Keban Agung / Batu Bandung, 2. Keban Agung). In Keban Agung / Batu Bandung wird die Reserve auf 2.000.000 Tonnen beziffert und ist von folgender Qualität: SiO2 = 2,98 % Al2O3 = 13,9 %, Fe2O3 = 0,94 %, CaO = 0,43 %, MgO = 0,25 %, K2O = 3,16 %, Na2O3 = 3,66 %, LOI = 4,43 %. In Keban Agung wird die Reserve hingegen auf 30.000.000 m³ beziffert und ist von folgender Qualität: SiO2 = 63,5 % Al2O3 = 13 %, Fe2O3 = 8,7 %, CaO = 5,92 %.
Tuffstein in Kepahiang wurde an einer Lokation auf 40.000.000 Tonnen beziffert und hat folgende qualitative Eigenschaften: SiO2 = 63,15 % Al2O3 = 13,70 %, CaO = 5,92 %, MgO = 0,65 %, K2O = 1,94 %, MgO = 0,65 %, LOI = 4,25 %.
Tonvorkommen in Kepahiang wurden an einer Lokation auf 1.200.000 m³ beziffert und sind von folgender Beschaffenheit: SiO2 = 62–75 %, Al2O3 = 20,68 %, Fe2O3 = 6,7 %, CaO = 0,75 %, MgO = 0,12 %, TiO2 = 0,4 %.
Porzellanerdevorkommen (Kaolin) in Kepahiang wurden an einer Lokation ausgemacht aber sind noch nicht abschließend beziffert und spezifiziert worden.
Schwefelvorkommen in Kepahiang wurden an einer Lokation ausgemacht. Die Reserve wird auf 34.410.000 Tonnen beziffert.
Goldvorkommen in Kepahiang wurden bislang an einer Lokation ausgemacht. Die Reserve ist noch nicht abschließend beziffert und spezifiziert worden. Eine Studie des Unternehmens PT. Aneka Tambang, die ein Areal von 6.000 ha analysierte, bestätigt die Indikatoren für Goldeinlagerungen vor Ort. In Simpang Jernih in der Gegend von Bukit Dendan, ist kristalliner Hornstein, der Goldvorkommen indiziert gefunden worden. Folgende Spezifikationen sind bestätigt: Au = 0,1–0,13 ppm, Ag = 7–69 ppm, Cu = 240–666 ppm, Pb = 547 ppm (0,12 %), Zn = 667 ppm (0,19 %). Die Regierung muss hinsichtlich der Förderung des Goldes den Erhalt der Umwelt sicherstellen, die für die Landwirtschaft, den Tourismus und die Lokalbevölkerung von zentraler Bedeutung ist.
Das geologische Institut Bandung hat in Kepahiang ein Reservoir von 2000 m Tiefe und auf einer Fläche von 20 km² nachgewiesen. Die Abbaurate liegt bei 50 %, der Konversionsfaktor bei 10 % und die Nutzungsdauer bei 30 Jahren. Die Nutzungskapazität wird auf 325 MW beziffert. Die oberflächennahe Temperatur beträgt 250 °C. Die Abschalttemperatur liegt bei 180 °C. Die wirtschaftliche Projektierung des Potentials wird derzeit vorbereitet, wobei internationales Interesse an der Nutzung besteht.

## Kultur

### Kulturelle Veranstaltungen
Kepahiang ist eine kulturell, religiös und ethnisch heterogene Gesellschaft. Die unterschiedlichen ethnischen Gruppen, Stämme und Religionsgemeinschaften leben friedlich miteinander. Die Rejang machen die größte Bevölkerungsgruppe vor Ort aus. Da die unterschiedlichen Gruppen aber schon seit langen Jahren zusammenleben, sind kulturelle Einflüsse der Einwohner, die beispielsweise aus Palembang, Serawai, Jawa, Sunda, Padang, Batak, Aceh oder China stammen, lokal ebenfalls zu erkennen. Die gesellschaftliche Vielfalt in Kepahiang bedingt die Ausbildung feiner sozialer Umgangsformen innerhalb der Gesellschaft. Die Traditionen und Bräuche der Rejang sind vor Ort dominant.
Kepahiang pflegt die bestehenden Traditionen und richtet regelmäßig kulturelle Veranstaltungen aus, zu denen häufig auch ausländische Gäste anreisen. Die lokale Kultur ist eng mit der malayischen verbunden. Aus diesem Grund ist die ethnisch malayische Aristokratie aus Indonesien, aber beispielsweise auch aus Malaysia, den Philippinen (Mindanao) und Thailand häufiger zu Gast in Kepahiang, um einerseits die gemeinsamen Kultur zu pflegen und um ein positives Beispiel für das freundschaftliche Zusammenleben mit anderen ethnischen Gruppen zu geben.

### Musik
In Kepahiang finden regelmäßig Konzerte statt, bei denen landesweit bekannte Gruppen vorführen.
Unter anderem ist der jährlich gefeierte Geburtstag des Regierungsbezirks Kepahiang ein Anlass für eine Reihe von Konzerten mit bekannten Künstlern aus ganz Indonesien.
Lokal gibt es eine Reihe von folklorischen Liedern wie das Gritan-, Mambak-, Nyerambeak- und das Merjung Lied. Die Lieder sind Teil der lokal dominanten Volksgruppe der Rejang Kepahiang.

### Tanz
Die Traditionen und Bräuche der Rejang Kepahiang sind vor Ort dominant, was unter anderem durch eine Reihe lokaler Tanzformen, wie dem Sekapur-, Sirih-, Kejei-, Gigih-, Mendulah-, Semambe Cupik-, Petik Kopi- (Kaffeeernte), Panen Padi- (Reisernte) und dem Bujang Semulen Tanz veranschaulicht wird.

### Sport
Aufgrund der natürlichen Beschaffenheit der Region bietet Kepahiang vielfältige Outdoor-Freizeitaktivitäten an. Der Naturpark hat eine Größe von 8.515 Hektar und lädt zu Aktivitäten wie beispielsweise Trekking- und Fahrradtouren ein. Die Stadtverwaltung lädt regelmäßig zu gemeinsamen Fahrradtouren ein, um zu einem aktiveren Lebensstil zu motivieren.

### Medien
Die Lokalregierung hat das Magazin Warta Kepahiang 2011 in Auftrag gegeben und erstmals veröffentlicht. Es verfolgt mehrere Zielsetzungen. Zum einen dient es der Informationsverbreitung innerhalb Kepahiangs und zum zweiten soll es Außenstehenden ermöglichen, sich über Kepahiang als Regierungsbezirk, Programme der Lokalregierung sowie Potentiale der Region zu erkundigen. Bislang ist der Warta Kepahiang nur in indonesischer Sprache verfügbar.